# Bobigny
Bobigny (Bảo Bình) là tỉnh lỵ của tỉnh Seine-Saint-Denis, thuộc vùng hành chính Île-de-France của nước Pháp, có dân số là 43.800 người (thời điểm 2005).

## Thông tin nhân khẩu
| 1962   | 1968   | 1975   | 1982   | 1990   | 1999   |
| ------ | ------ | ------ | ------ | ------ | ------ |
| 37 010 | 39 453 | 43 125 | 42 723 | 44 659 | 44 079 |

## Các thành phố kết nghĩa
- Serpukhov Nga
- Potsdam Đức

## Những người con của thành phố
- Muriel Hurtis, nữ vận động viên chạy đua
- Wallen, nữ ca sĩ
- Ménélik, rapper
- Tonton David, rapper